# Steinfort
Steinfort (luxemburguès Stengefort) és una comuna i vila a l'est de Luxemburg, que forma part del cantó de Capellen. Comprèn les viles de Steinfort, Grass, Hagen i Kleinbettingen.

## Població
| Nacionalitat   | Població | %      |
| -------------- | -------- | ------ |
| Luxemburguesos | 2.610    | 64,21% |
| Forasters      | 1.455    | 35,79% |
| - Portuguesos  | 403      | 9,91%  |
| - Francesos    | 149      | 3,67%  |
| - Italians     | 198      | 4,87%  |
| - Belgues      | 406      | 9,99%  |
| - Alemanys     | 49       | 1,21%  |
| - Iugoslaus    | 50       | 1,23%  |
| - Altres       | 200      | 4,92%  |

## Evolució demogràfica
| Any        | Població |
| ---------- | -------- |
| 15/02/2001 | 4.065    |
| 01/01/2002 | 4.116    |
| 01/01/2003 | 4.233    |
| 01/01/2004 | 4.287    |
| 01/01/2005 | 4.300    |